# Liste bekannter Mitglieder der Corps des Süddeutschen Kartells
Diese Liste bekannter Mitglieder der Corps des Süddeutschen Kartells stellt bekannte Mitglieder der Corps des Süddeutschen Kartells dar.

## Liste
- Adalbert Buchberger (1888–1962), Ingenieur und Abgeordneter
- Albert Oberhofer (1925–2016), erster Ordinarius für Wirtschafts- und Betriebswissenschaften
- Alfons Stauder (1878–1937), deutscher Mediziner und Ärzteschaftsfunktionär
- Alois Wölfler (1882–1971), Parlamentarier (ÖVP)
- Arnold Awerzger (1907–1976), Bergingenieur
- Arnold Schober (1886–1959), Archäologe
- Axel Zeitler, Professor für Microstructure Engineering an der University of Cambridge
- Carl-Heinz Birnbacher (1910–1991), Ritterkreuzträger, Konteradmiral und stv. Flottenchef der Bundesmarine
- Christof Sommitsch (* 1966), Universitätsprofessor für Werkstoffkunde und Schweißtechnik an der Technischen Universität Graz
- Dietrich Riebensahm (1931–2013), MdB (FDP)
- Dirk Pollert (* 1968), Hauptgeschäftsführer Hessenmetall
- Eduard Friedel (1871–1949), Ministerialbeamter im bayerischen Eisenbahnwesen
- Egon Hofmann (1884–1972), österreichischer Maler, Dichter, Bergsteiger und Industrieller
- Erich Czech (1890–1966), Journalist
- Ernst Biesalski (1881–1963), Chemiker, Hochschullehrer in Berlin
- Ernst Bolbrinker (1898–1962), Bergingenieur, Ritterkreuzträger im Deutschen Afrikakorps
- Ernst Emmert (1900–1945), Ritterkreuzträger, Präsident des OLG Nürnberg
- Ernst-Eckhard Koch (1943–1988), Physiker
- Erwin Plöckinger (1914–1994), Leiter der Forschungs- und Entwicklungsabteilung der Böhler-Werke (VEW), Universitätsprofessor an der Montanistischen Hochschule in Leoben, 1982–1985 Präsident der Österreichischen Akademie der Wissenschaften
- Felix Busson (1874–1953), Bergingenieur, Generalsekretär der Alpinen Montangesellschaft, Verfasser des Buches „Der ritterliche Ehrenschutz“
- Franz Czedik-Eysenberg (1898–1960), Ordinarius für Wärmetechnik
- Franz Mayr (1890–1952), Polizeipräsident in München, Regierungspräsident in Oberbayern
- Franz Niedner (1905–1974), Chirurg und Hochschullehrer in Ulm
- Friedrich Hofmann (1904–1965), Generaldekan der Bundeswehr
- Friedrich Listhuber (1920–1985), Ritterkreuzträger
- Friedrich Magerl (1931–2020), Chirurg
- Friedrich Stahler (1908–1978), Verwaltungsjurist und Studentenhistoriker
- Fritz Ecarius (1886–1966), Oberbürgermeister von Ludwigshafen am Rhein
- Fritz Hartmann (1900–1946), Chirurg, Hochschullehrer in Berlin
- Georg Neithardt (1871–1941), Richter am Bayerischen Volksgericht
- Gerhard Schmatz (1929–2005), Notar, Extrem-Bergsteiger
- Gustav Gotthilf Winkel (1857–1937), Verwaltungsjurist und Heraldiker
- Hanns Albin Rauter (1895–1949), SS-Obergruppenführer
- Hanns Dietrich Schumann (1911–2001), Chirurg und Urologe
- Hans Flierl (1885–1974), Oberbürgermeister und Ehrenbürger der Stadt Erlangen
- Hans Kohn (1866–1935), deutscher Mediziner
- Hans Krajewski (1910–1987), Architekt
- Hans Malzacher (1896–1974), Industrieller, a.o. Professor, Generaldirektor, Aufsichtsrat
- Hans Müller (1881–1933), Rechtsanwalt, Manager der medizinisch-technischen Industrie
- Hans Rainer Maurer (1937–2014), Hochschullehrer für Pharmazeutische Chemie in Berlin
- Hans von Weigert (1861–1944), Ministerialbeamter im Bayerischen Eisenbahnwesen
- Hans-Joachim Schulz-Merkel (1913–2000), Sanitätsoffizier und Ritterkreuzträger
- Harald Hofmann (1932–2023), Bundesgeschäftsführer der FDP, deutscher Botschafter in Dänemark, Venezuela, Norwegen und Schweden
- Heinrich von Frauendorfer (1855–1921), Verkehrsminister in Bayern, Staatssekretär im Reichsverkehrsministerium
- Herbert Koch (1882–1968), Hochschullehrer
- Hermann Haack (1876–1967), mecklenburgischer Staatsminister der Finanzen und des Unterrichts
- Horst Büchler (1907–2000), Mitglied des Niedersächsischen Landtags
- Horst Frhr. v. Engerth (1914–2003), Braumeister, Hochschullehrer, Präsident der Bundeswehr-Hochschule München
- Horst Müller (* 1942), Bürgermeister von Olpe
- Hubert Biedermann (* 1953), Ingenieur, Professor für Wirtschafts- und Betriebswissenschaften an der Montanuniversität Leoben. Vizerektor der Montanuniversität Leoben (2003 bis 2011), Präsident der Österreichische technisch-wissenschaftliche Vereinigung für Instandhaltung und Anlagenwirtschaft (seit 1989)
- Hugo Gasteiger (1899–1978), Ophthalmologe
- Jakob Fellin (1869–1951), Bibliothekar
- Joachim Jacob (1939–2024), Verwaltungsjurist, Datenschutzexperte
- Joachim Schröder (1891–1976), Paläontologe und Geologe, Direktor der Bayerischen Staatssammlung für Paläontologie und Geologie
- Josef Filbig (1891–1963), Oberbürgermeister der Stadt Amberg
- Josef Kapfhammer (1888–1968), Ernährungsphysiologe in Freiburg
- Josef Oberegger (1896–1969), Generaldirektor und später Aufsichtsrat der Österreichischen Alpinen Montangesellschaft
- Jürgen Wolfbauer (* 1941), Universitätsprofessor für Unternehmensführung und Industriebetriebslehre
- Karl Heinrich Tinti (1919–2013), Herr und Landmann in Tirol, Schriftsteller, Journalist, Schauspieler, Hüttendirektor
- Karl Thäter (Zoologe) (1886–1946), erster Direktor des Tiergarten Nürnberg
- Konrad Bingold (1886–1955), Mediziner, Hochschullehrer in München
- Kurt Kummer (1894–1966), Ministerialdirektor im Reichsministerium für Ernährung und Landwirtschaft
- Leonhard Holzberger (1900–1987), Oberbürgermeister und Ehrenbürger von Marktredwitz
- Lothar Birckenbach (1876–1962), Chemiker, Hochschullehrer und Rektor der Bergakademie Clausthal
- Ludwig Kielleuthner (1876–1972), Urologe und Hochschullehrer in München
- Ludwig Pißel (1885–1934), Steuerrechtler
- Ludwig Schönecker (1905–1988), Oberbürgermeister von Ansbach
- Martin Forstner (* 1940), Orientalist in Mainz
- Max de Crinis (1889–1945), Psychiater
- Max Zeitler (1898–1949), Landrat in Mecklenburg, Oberbürgermeister von Erfurt
- Otfried Schwarz (1912–1999), Richter am Bundesfinanzhof
- Otto Eckart (1936–2016), Lebensmittelunternehmer, Stifter
- Otto Rohlederer (1908–1971), Orthopädie-Ordinarius in Kiel
- Otto-Karl Sperling (1917–1996), Orthopädie-Ordinarius in Berlin
- Paul Adolf Bamberg (1876–1946), Industrieller, stellvertretender Aufsichtsratsvorsitzender der Askania-Werke AG
- Paul Heigl (1887–1945), Bibliothekar
- Paul Lüdicke (1866–1931), Rechtsanwalt und Abgeordneter in Spandau
- Peter Friedrich Matzen (1909–1986), Sanitätsoffizier, Orthopädie-Ordinarius in Leipzig
- Peter Oppelt (* 1966), Gynäkologe in Linz
- Peter Orlowski (1911–1993), Landrat in Jarotschin
- Philipp Grimm (1860–1930), Rechtsanwalt, Notar und Manager
- Philipp Zeitler (1901–1984), Offizier, Oberbürgermeister von Weißenfels
- Richard Bayer (1907–1989), Gynäkologe und Studentenhistoriker
- Richard Bratusch (1861–1949), Justizminister, Präsident des OLG Graz
- Richard Seefelder (1875–1949), Augenarzt
- Richard Walzel (1895–1977), Ordinarius für Eisenhüttenkunde
- Robert Aumüller (1878–1953), Industrieller, Vorsitzender der Wirtschaftsgruppe Zuckerindustrie
- Robert Paschke (1905–1985), Arzt und Studentenhistoriker
- Roland Mitsche (1903–1978), Metallkundler
- Siegfried Hess (* 1940), Theoretischer Physiker
- Walter Pauly (1871–1959), Landrat in Ostpreußen
- Walter Sommer (1905–1989), Oberbürgermeister von Kaiserslautern
- Walter Voß (1885–1972), Bürgermeister der Stadt Marburg
- Walter Zednicek (* 1929), Universitätsprofessor für Gesteinshüttenkunde
- Walther E. Petrascheck (1906–1991), Ordinarius für Geologie
- Walther Schönfeld (1888–1977), Dermatologe und Verenologe
- Werner Premauer (1912–1996), Präsident der IHK München und Oberbayern, Aufsichtsratsvorsitzender der Bayerischen Vereinsbank
- Wolfgang Marchart (1945–2008), Bezirkshauptmann in Klagenfurt
- Wolfgang Winkler (1924–2005), Regierungspräsident von Oberfranken